# Szolga programtervezési minta
A szolga egy programtervezési minta, amit akkor használunk, ha osztályok egy csoportja számára szeretnénk néhány funkciót készíteni anélkül, hogy minden funkciót hozzájuk rendelnénk egyesével. A Szolga egy olyan osztály, melynek példánya (vagy csak maga az osztály) olyan metódusokat biztosit, melyek a kívánt szolgáltatást ellátják, miközben az objektumok, melyeknek (vagy melyekkel) a szolga tesz valamit, paraméterként jelennek meg.

## Leírás és egyszerű példa
Szolgát használunk, ha osztályok valamilyen csoportja számára valamilyen viselkedést szeretnénk biztosítani. Ahelyett, hogy ezt a viselkedést minden osztályban külön definiálnánk – vagy amikor nem tudjuk ezt a viselkedést alkalmazni a közös ős osztály esetén – csak egyszer definiálunk, a szolgában.
Például: van néhány osztályunk, melyek geometriai objektumokat jelölnek (téglalap, ellipszis és háromszög). Ábrázolhatjuk ezeket vásznon. Amikor 'mozgatás' metódust szeretnénk adni ezeknek az objektumoknak lehetőségünk van minden osztályban külön implementálni ezt a metódust, vagy megadhatunk egy implementálandó interfészt, majd felajánlhatjuk a szolga 'mozgatás' metódusát. Meghatározunk egy interfészt, hogy biztosítsuk a kiszolgált osztályoknak vannak olyan metódusai, melyre a szolgának szüksége van a kívánt viselkedés biztosításához. Ha folytatjuk korábbi példánkat, létrehozunk egy 'Movable' interfészt, mely megszabja, hogy minden osztályban, mely ezt az interfészt implementálja, legyen egy 'getPosition' és egy 'setPosition' metódus. Az első metódus feladata, hogy megszerezze a vásznon lévő objektum pozícióját, míg a második meghatározza az objektum elhelyezkedését és megrajzolja azt a vásznon. Majd létrehozunk egy 'MoveServant' szolga osztályt, melynek két metódusa lesz: 'moveTo(Moveable movedObject, Position where)' és 'MoveBy(moveable movedObect, int dx, int dy). Most már használhatjuk a szolga osztályt, hogy mozgassunk minden objektumot, mely implementálja a Moveable-t. Így a 'moving' kód csak egy osztályban jelenik meg a kódban, mely tiszteletben tartja a 'Separation of Concerns' szabályt.

## Kétféle megvalósítási mód
Két lehetséges mód van, hogy implementáljuk ezt a tervezési mintát.

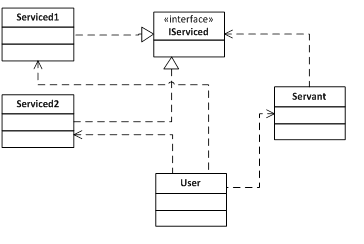
1. ábra: A felhasználó szolgákat használ, hogy elérjen néhány funkcionalitást és paraméterként adja át a kiszolgált objektumokat.

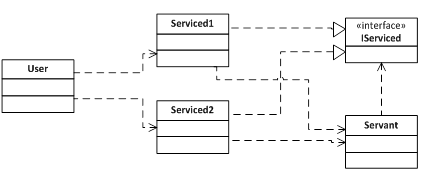
2. ábra: A felhasználó a kiszolgált példányoktól műveleteket kér, amik később felkérik a szolgát, hogy végezze ezt el helyettük.

1. a felhasználó ismeri a szolgát (ebben a esetben nem szükséges ismernie a kiszolgált osztályt) és üzeneteket küld a kérésekről a szolga példányoknak, mely paraméterként tartalmazza a kiszolgált objektumokat
2. a kiszolgált osztályok ismerik a szolgát és a felhasználó üzeneteket küld nekik a kérésekről (ebben az esetben nem kell ismernie a szolgát). A kiszolgált példányok ekkor üzenetet küldenek a szolgapéldányoknak, szolgáltatást kérve.
3. A kiszolgált osztályok (geometriai objektumok a korábbi példánkból) nem ismerik a szolgát, de implementálják az 'IServiced' interfészt. A felhasználói osztály csak meghívja a szolga egy metódusát és paraméterként küldi a kiszolgált objektumokat. Ezt mutatja az első ábra
4. A második ábrán az ellenkező szituáció látható, ahol a felhasználó nem ismeri a szolga osztályt és közvetlenül a kiszolgált osztályt hívja meg. Ekkor a kiszolgált osztályok magát a szolgát kérik meg, hogy érje el a kívánt funkciót.

## A szolga implementációja
1. Elemezd a viselkedést, amiről a szolgának gondoskodnia kell. Állítsd össze, hogy a szolga milyen metódusokat fog meghatározni és ezek a metódusok mit fognak elvárni a kiszolgált paraméterektől. Más szavakkal, mit kell a kiszolgált példányoknak biztosítani, hogy a szolgák elérhessék céljaikat.
2. Elemezd, milyen képességekkel kell a kiszolgált osztályoknak bírnia, hogy megfelelően legyenek kiszolgálva.
3. Készíts egy interfészt, mely érvényesíti a meghatározott metódusok végrehajtását.
4. Készíts egy interfészt, mely megadja a kiszolgált objektumok elvárt viselkedését. Ha valamely példány szeretné, hogy kiszolgálják, akkor implementálnia kell a szolgát.
5. Készíts (vagy szerezz valahonnan) specifikált szolgát (azaz az osztályát).
6. Implementáld a meghatározott interfészt a kiszolgált osztállyal.

## Példa
Ez az egyszerű példa bemutatja a fent leírt szituációt. Csak illusztráció és nem teszti lehetővé az objektumok tényleges kirajzolását, vagy annak meghatározását, hogy hogyan néznek ki.
```
// Szolga osztály, mely a Movable interface-t implementáló osztályoknak ajánlja szolgáltatásait

public
 
class
 
MoveServant
 
{

	
// Függvény, mely átmozgatja a Movable implementáló interfészt olyan pozícióba, ahol

	
public
 
void
 
moveTo
(
Movable
 
serviced
,
 
Position
 
where
)
 
{

		
// Itt további funkciókat adhatunk meg, melynek segítségével a mozgatás szebbé tehető

		
serviced
.
setPosition
(
where
);

	
}

 

	
// Függvény, mely elmozgatja a Movable implementációs osztályt dx és dy értékkel 

	
public
 
void
 
moveBy
(
Movable
 
serviced
,
 
int
 
dx
,
 
int
 
dy
)
 
{

		
// Itt további funkciókat adhatunk meg

		
dx
 
+=
 
serviced
.
getPosition
().
xPosition
;

		
dy
 
+=
 
serviced
.
getPosition
().
yPosition
;

		
serviced
.
setPosition
(
new
 
Position
(
dx
,
 
dy
));

	
}

}

 

// Interfész, mely meghatározza, hogy mely kiszolgált osztályokat kell implementálni, kiszolgálni a Szolgának. 

public
 
interface
 
Movable
 
{

	
public
 
void
 
setPosition
(
Position
 
p
);

 

	
public
 
Position
 
getPosition
();

}

 

// Az egyik geometriai osztály

public
 
class
 
Triangle
 
implements
 
Movable
 
{

	
// A geometriai alakzat helye valamely vásznon

	
private
 
Position
 
p
;

 

    
// Függvény, mely átállítja a geometriai alakzat pozícióját

	
public
 
void
 
setPosition
(
Position
 
p
)
 
{

		
this
.
p
 
=
 
p
;

	
}

 

	
// Függvény, mely visszaadja a geometriai alakzat pozícióját

	
public
 
Position
 
getPosition
()
 
{

		
return
 
this
.
p
;

	
}

}

 

// A másik geometriai osztály

public
 
class
 
Ellipse
 
implements
 
Movable
 
{

	
// A geometriai alakzat helye valamely vásznon

	
private
 
Position
 
p
;

 

	
// Függvény, mely átállítja a geometriai alakzat pozícióját

	
public
 
void
 
setPosition
(
Position
 
p
)
 
{

		
this
.
p
 
=
 
p
;

	
}

 

	
// Függvény, mely visszaadja a geometriai alakzat pozícióját

	
public
 
Position
 
getPosition
()
 
{

		
return
 
this
.
p
;

	
}

}

 

// A harmadik geometriai osztály

public
 
class
 
Rectangle
 
implements
 
Movable
 
{

	
// A geometriai alakzat helye valamely vásznon

	
private
 
Position
 
p
;

 

	
// Függvény, mely átállítja a geometriai alakzat pozícióját

	
public
 
void
 
setPosition
(
Position
 
p
)
 
{

		
this
.
p
 
=
 
p
;

	
}

 

	
// Függvény, mely visszaadja a geometriai alakzat pozícióját

	
public
 
Position
 
getPosition
()
 
{

		
return
 
this
.
p
;

	
}

}

 

// Egyszerű konténer osztály a pozicionáláshoz

public
 
class
 
Position
 
{

	
public
 
int
 
xPosition
;

	
public
 
int
 
yPosition
;

 

	
public
 
Position
(
int
 
dx
,
 
int
 
dy
)
 
{

		
xPosition
 
=
 
dx
;

		
yPosition
 
=
 
dy
;

	
}

}

```

## Parancs: egy hasonló tervezési minta
Két nagyon hasonló tervezési minta a szolga és parancs, olyannyira, hogy megvalósításuk gyakran látszólag teljesen azonos. A kettő között a különbség a megközelítésben található.
- A szolga mintában van néhány objektumunk, melyek számára valamilyen funkciókat szeretnénk felajánlani. Készítünk egy osztályt, melynek példányai felajánlják ezeket a funkciókat és mely meghatároz egy interfészt, melyet a kiszolgált objektumoknak implementálni kell. A kiszolgált példányokat gyakran paraméterként küldik a szolgának.
- A parancs metódusban van néhány objektumunk, melyet valamilyen függvény segítségével módosítani szeretnénk. Ezért létrehozunk egy interfészt, mely megparancsolja, hogy milyen funkciókat kell implementálni. Ezután ezeknek a parancsoknak a példányait saját függvényeik paramétereként küldjük el az eredeti objektumoknak.

Annak ellenére, hogy ez a két tervezési minta nagyon hasonló, ez nem feltétlenül igaz minden esetben. Számos olyan eset ismert, ahol a parancs minta alkalmazása teljesen eltér a szolga mintától. Ezekben az esetekben a meghívott függvénynek csak egy másik függvényre hivatkozó referenciát kell átadni, mely segít a célunk elérésében. Mivel sok nyelvben nem adhatunk referenciát függvényeknek (pl Java), a referencia helyett egy olyan osztályt kell megalkotnunk, mely implementál egy interfészt, amely elfogadja az átadott metódus aláírását.

## Fordítás
Ez a szócikk részben vagy egészben a Servant (design pattern) című angol Wikipédia-szócikk ezen változatának fordításán alapul.  Az eredeti cikk szerkesztőit annak laptörténete sorolja fel. Ez a jelzés csupán a megfogalmazás eredetét és a szerzői jogokat jelzi, nem szolgál a cikkben szereplő információk forrásmegjelöléseként.